# Donald Where's Your Troosers?
„Donald Where's Your Troosers?“ је комична песма о Шкотланђанину који носи килт уместо панталона. Написао ју је Енди Стјуарт уз музику Нила Гранта. Када су је извели Енди Стјуарт и White Heather Group, била је хит 1960. године, достигавши број 37 на UK Singles Chart и број 1 на канадским CHUM Charts Топ 20. Када је поново објављен 1989. године, постао је још већи хит, достигавши 4. место у УК.
Стјуарт је написао песму за 10 минута док је седео, без панталона, у тоалету студија за снимање. Песма говори о рустичном Шкотланђанину који носи килт упркос шоку који то изазива у вишој класи, као што су даме у лондонском метроу. У извођењу Ендија Стјуарта, један стих се такође изводи у стилу Елвиса Прислија како би пружио још један забаван сукоб култура. Песма је заузела 17. место у анкети омиљених комичних песама у УК 2009. Изведена је у оквиру церемоније отварања Игара Комонвелта 2014.